# 菅田賀子
菅田 賀子（すがた のりこ、1985年3月31日 - ）は、宮城県出身の元女子競輪選手。現役時代は日本競輪選手会宮城支部所属（デビュー当時は新潟支部所属、ホームバンクは弥彦競輪場であった）。日本競輪学校（当時。以下、競輪学校）第104期生。師匠は小川隆（61期）。実父は菅田順和。

## 来歴
実父は、1983年のオールスター競輪を制しコンコルドと呼ばれた名競輪選手・菅田順和（36期）。以下、兄・菅田和宏（88期）、叔父菅田彰人（47期）、従兄弟菅田壱道（91期）および菅田謙仁（109期）も競輪選手という競輪一家に生まれた。きょうだいは他に妹がおり、妹のかをりはいわき平競輪イメージアップサポーター（インタビュアー兼任）を務めていた。
聖和学園高等学校から美術系専門学校を卒業し、プロのイラストレーターを目指したが断念、地元仙台で事務職に勤務。2011年3月11日の東日本大震災で被災し、自宅待機していたときに女子競輪復活を知り、競輪選手を志したという。同年9月加瀬加奈子らが所属していた弥彦競輪場のクラブ・スピリッツに加入。
2011年12月16日、競輪学校第104回技能試験に合格。在校競走成績は18位（0勝）。
2013年5月11日、松戸競輪場でデビューし6着。初勝利は2014年8月10日の静岡競輪場で挙げた。
2015年1月14日、新潟支部から宮城支部に移籍。
2020年、1月22日付のブログで体力の限界を理由に2月に行われる地元・いわき平FII（ナイター）開催にて引退することを表明。2月9日の最終日第5レースで1着となったのを最後に引退した。レース後にはバンク内で引退セレモニーが行われ、インタビュアーは妹が務めた。
2020年4月20日、選手登録消除。通算戦績は490戦10勝。